# Битва при Сентготхарде
Битва при Сентготхарде (нем. Schlacht bei St. Gotthard) — сражение, произошедшее 1 августа 1664 года между войсками Габсбургской монархии, прочих земель Священной Римской империи, Франции и ряда более мелких государств Европы с одной стороны, и Османской империи с другой стороны. Битва закончилась полной победой христианской армии и стала ключевым моментом Австро-турецкой войны 1663—1664 годов. Через неделю после битвы был подписан Вашварский мир. Битва состоялась на поле на левом берегу реки Рабы между деревнями Сентготхард и Могерсдорф, в настоящее время здесь проходит австро-венгерская граница. В австрийских источниках известна, как «Битва при Могерсдорфе».

## Предыстория

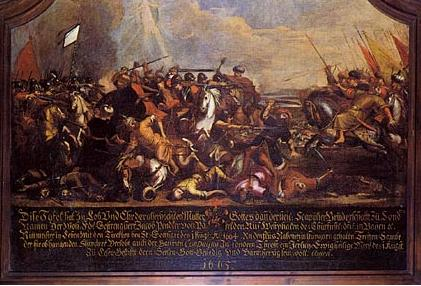
Битва при Сентготхарде

Австро-турецкая война 1663—1664 годов началась со вторжения турецкой армии в Трансильванию, трансильванский князь Янош Кемени бежал в Вену в поисках австрийской поддержки. Император Леопольд I, не желая, чтобы Трансильвания была аннексирована Османской империей, вступил в войну. В 1663 году османская армия из 100 тысяч человек под командованием великого визиря Фазыл Ахмеда Кёпрюлю вторглась в Габсбургскую Венгрию и в сентябре взяла Нове-Замки. Для отпора им имелось лишь 12 тысяч человек под командованием Раймунда Монтекукколи и 15 тысяч венгерско-хорватских войск Николая Зринского.
В январе 1663 года император Леопольд I, понимая, что собственных войск для победы недостаточно, созвал Имперский парламент, призывая германских и европейских монархов на помощь «против неверных», и преуспел. Отчаянное положение вынудило императора принять помощь даже от заклятых врагов — протестантских немецких князей и Франции. Людовик XIV прислал корпус из 6 тысяч человек во главе с Жаном де Колиньи-Салиньи. В состав французского корпуса входил и знаменитый полководец Людовик II де Бурбон-Конде. Армия собиралась медленно, но турки предоставили противнику время, занятые борьбой в Славонии и Южной Венгрии с венгерско-хорватской армией Николая Зринского. Только летом 1664 года османская армия двинулась на Вену. Монтекукколи с армией укрепился на берегах реки Рабы неподалёку от Сентготхардского аббатства.

## Ход сражения
Силы христианской армии состояли из войск:
- Габсбургская монархия: 5000 пехоты и 5900 кавалерии
- Священная Римская империя: 6200 пехоты и 1200 кавалерии
- Франция: 3500 пехоты и 1750 кавалерии
- Рейнская лига: 600 пехотинцев, 300 кавалерии

Также в сражении участвовали части хорватской кавалерии, венгерской пехоты, Савойского герцогства и другие.
Данные о численности турецкой армии противоречивы. Согласно одним источникам они составляли 50 000—60 000, по другим данным численность только регулярных османских сил — янычар и сипахов составляла около 60 000 человек, дополнительно у турок было 60 000—90 000 нерегулярных солдат.

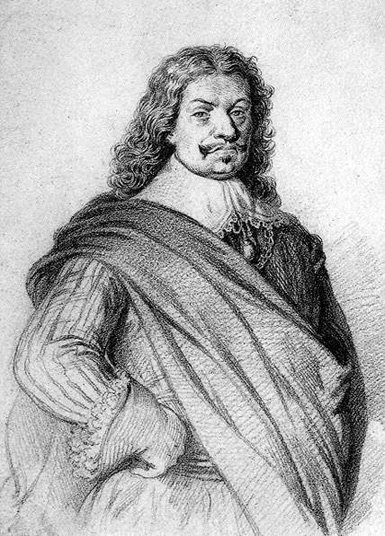
Раймунд Монтекукколи

Монтекукколи перехватил турецкую армию во время попытки форсировать Рабу, но разобщенность командиров не позволила эффективно управлять разнородным христианским войском. 1 августа значительная часть турецкой армии всё же сумела форсировать реку рядом с аббатством и отбросила австрийцев от реки. В конце концов Монтекукколи сумел убедить Колиньи, командовавшего французами, и маркграфа Бадена Леопольда-Вильгельма, начальника имперских сил, объединить армию под его верховным руководством и атаковать турок, перегруппировывавшихся после форсирования реки. Атака была неожиданной для турок, в полном замешательстве они бросились назад к реке, значительное их количество утонуло при бегстве. Хотя Фазыл Ахмед-паша имел в распоряжении боеспособные части, которые ещё не переправлялись через Рабу, паническое бегство авангарда привело к тому, что он предпочёл отступить.
Потери турок были существенны, около 16-22 тысяч. Особенно усиливало тяжесть потерь, что уничтожены были лучшие, наиболее боеспособные части. Потери союзников составили от 2 до 6 тысяч и в основном пришлись на имперский контингент.
Принц Конде записал в своем дневнике:
Среди неверных началась паника. Тяжелая одежда очень мешала им плыть. Тех, кто мог плавать, топили те, кто не умел. Многие, правда, доплыли до противоположного берега, но или не могли взобраться на него, или их расстреливали французские стрелки: прежде всего тех, кто добрался до берега. Произошло страшное побоище; на другой берег попало очень мало турок

## Последствия и значение

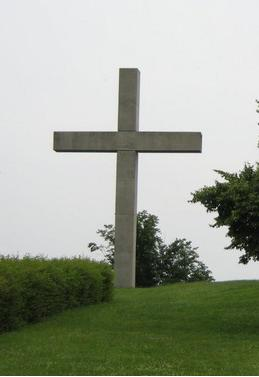
Крест на месте битвы

Хотя многие в Европе, особенно хорватское и венгерское дворянство, ожидали, что Габсбурги перейдут после победы в Сентготхардской битве в контрнаступление и освободят захваченные турками исторические венгерские и хорватские земли, император предпочёл завершить кампанию и подписать с турками мир. Мирное соглашение, известное как Вашварский мир, было подписано через неделю и оставляло туркам даже часть освобождённых в ходе войны территорий.
Хотя освобождение Венгрии входило в число стратегических целей Габсбургов, на протяжении всего своего правления Леопольд более заботился о стратегическом противодействии Людовику XIV, нежели о войне с турками. В этот период на испанский трон вступил умственно и физически больной Карл II, за его смертью должно было последовать практически неизбежное столкновение с Францией (оно и произошло, но позже, и вошло в историю как Война за испанское наследство). Хотя Карл II прожил дольше, чем ожидалось, непримиримые противоречия между Францией и остальной Европой привели к целой череде военных конфликтов в 70-90 годах, причём Австрия была участником всех антифранцузских коалиций. На таком политическом фоне император не испытывал желания глубоко увязать в конфликте с турками. Кроме того Леопольд боялся, что французы, не слишком желанные временные союзники, в случае продолжения войны на венгерской территории будут подговаривать венгерскую и хорватскую знать восстать против австрийского правления.
Недовольство позорным миром вылилось во внутреннюю дестабилизацию империи. Заговор магнатов, который в Венгрии возглавил Ференц I Ракоци, а в Хорватии Пётр Зринский и Фран Крсто Франкопан (см. заговор Зринских-Франкопана), был раскрыт и подавлен, однако нанёс существенный урон внутреннему миру и единству Габсбургской державы.
Значение сентготхардской победы, тем не менее, было велико. Она на 20 лет остановила турецкие нападения на Габсбургскую монархию и позволила австрийцам подготовиться к решающей войне с османами, после победы в которой Австрия стала самой мощной державой Центральной Европы.

## В литературе
Битва при Сентготхарде вдохновила Райнера Марию Рильке на создание поэмы «Песнь о любви и смерти корнета Кристофа Рильке».